# Common Reporting Standard
Der Common Reporting Standard (CRS) ist ein Verfahren zum internationalen Austausch von (Steuer-)Informationen (Automatic Exchange of (Financial Account) Information – AEOI) und soll im Außensteuerrecht die effektive grenzüberschreitende Besteuerung von Zinseinkünften (Quellenbesteuerung) sicherstellen.
In Liechtenstein und der Schweiz ist der Begriff Automatischer Informationsaustausch (AIA) gebräuchlich.

## Geschichte
Der Common Reporting Standard wurde von der OECD entwickelt, nachdem die USA mit ihrem Informationsaustausch FATCA und der Erweiterung für zahlreiche Länder mit dem Inter Governmental Agreement (IGA) einen Vorstoß zum Datenaustausch zwischen den USA und den abschließenden Ländern unternommen hatten. Die OECD wurde vom G20-Gipfel in Sankt Petersburg 2013 beauftragt, einen entsprechenden Standard zu erstellen und auf der nächsten Sitzung im Februar 2014 zu präsentieren.
Am 21. Juli 2014 hat die OECD ihren Vorschlag für den automatischen Austausch von Informationen zu Finanzkonten veröffentlicht.
Dieser Vorschlag bestand aus dem Competent Authority Agreement (CAA), dem Common Reporting Standard mit dem Teil Due Diligence (Sorgfaltspflichten) und dem eigentlichen Reporting. Der Vorschlag lag der am 28./29. Oktober 2014 auf dem Globalen Forum für Transparenz und Austausch in Berlin von 51 Staaten unterzeichneten  Mehrseitigen Vereinbarung  zwischen den zuständigen Behörden über den automatischen Austausch von Informationen über Finanzkonten zugrunde. Außerdem wurde dieser Standard im Dezember 2014 in die EU-Amtshilferichtlinie übernommen, mit der Verpflichtung, auf der Grundlage dieses Standards erstmals für Besteuerungszeiträume ab 2016 zum 30. September 2017 die entsprechenden Daten zwischen den Finanzverwaltungen der Mitgliedstaaten der Europäischen Union auszutauschen.
Bis Mitte 2021 haben 104 Länder dem CRS-Standard zugestimmt.

## Verfahren
Die internationalen Vorgaben wurden in Deutschland mit dem Gesetz zum automatischen Austausch von Informationen über Finanzkonten in Steuersachen (Finanzkonten-Informationsaustauschgesetz – FKAustG) vom 21. Dezember 2015 umgesetzt.
Die für den Austausch erforderlichen Informationen werden durch die Finanzinstitute (Verwahrinstitute, Einlageninstitute, Investmentunternehmen und spezifizierte Versicherungsgesellschaften, § 19 Nr. 3–6, 8 FKAustG) erhoben und an das Bundeszentralamt für Steuern weitergeleitet.
Im Jahr 2017 wurden danach folgende Daten gemeldet:
- Finanzkonten, die zum 31. Dezember 2015 bereits eröffnet sind, gelten als Altbestandskonten (preExisting)
- Finanzkonten, die ab dem 1. Januar 2016 eröffnet werden, sind nach den neuen Anforderungen zu identifizieren (Newaccount).

Das betrifft sowohl Konten von natürlichen Personen, als auch von Rechtsträgern (einschließlich Trusts und Stiftungen). Bei Rechtsträgern unterliegen auch die beherrschenden Personen eines Rechtsträgers dieser Meldepflicht, sofern sie meldepflichtig sind.
Ausgetauscht werden (§ 6, § 8, § 9, § 19 FKAustG):
- Name
- Anschrift
- Ansässigkeitsstaat
- Steueridentifikationsnummer
- Geburtsdatum
- Geburtsort
- Kontonummer
- Name und Identifikationsnummer des Finanzinstituts
- Kontosaldo
- Zinsen, Dividenden, sonstige Einkünfte.